# Oxum
Oxum (em iorubá: Oṣun), na religião iorubá, é uma orixá que reina sobre as águas doces, considerada a senhora da beleza, da fertilidade, do dinheiro e da sensibilidade. Intimamente associada à riqueza espiritual e material, à vaidade e à capacitação da mulher, é representada por uma mulher africana elegante, adornada da cabeça aos pés com joias de ouro, sentada à beira de um rio, com um espelho redondo e dourado, enquanto amamenta um bebê ao colo. É cultuada no Candomblé, na Umbanda e em diversas religiões afro-americanas. Oxum é dona do ouro e das pedras preciosas, e é cultuada como rainha da nação ijexá. Tem o título de ialodê (em iorubá: ìyálodè), ou seja, senhora da sociedade.

## Mitologia

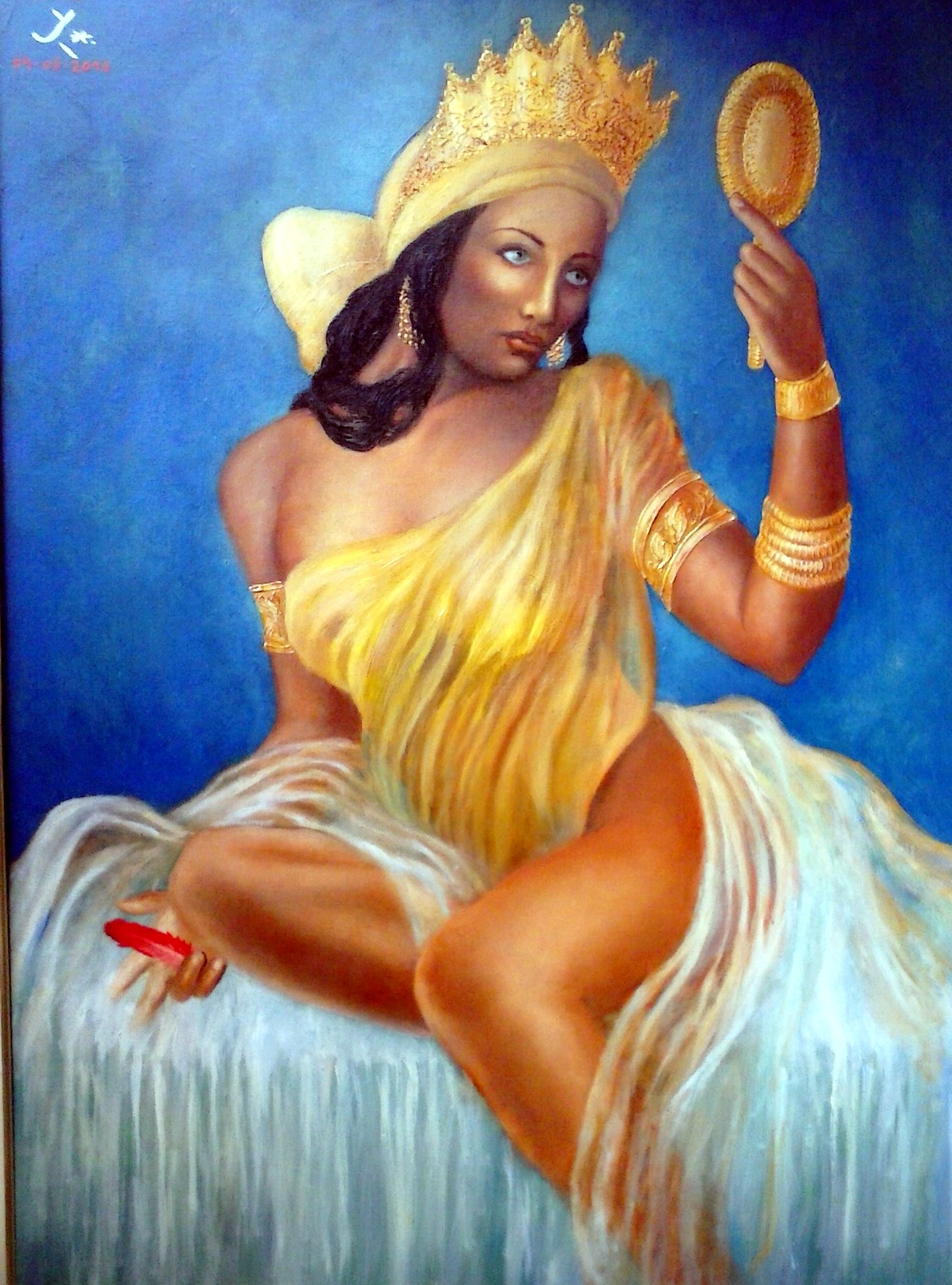
Representação de Oxum no Brasil

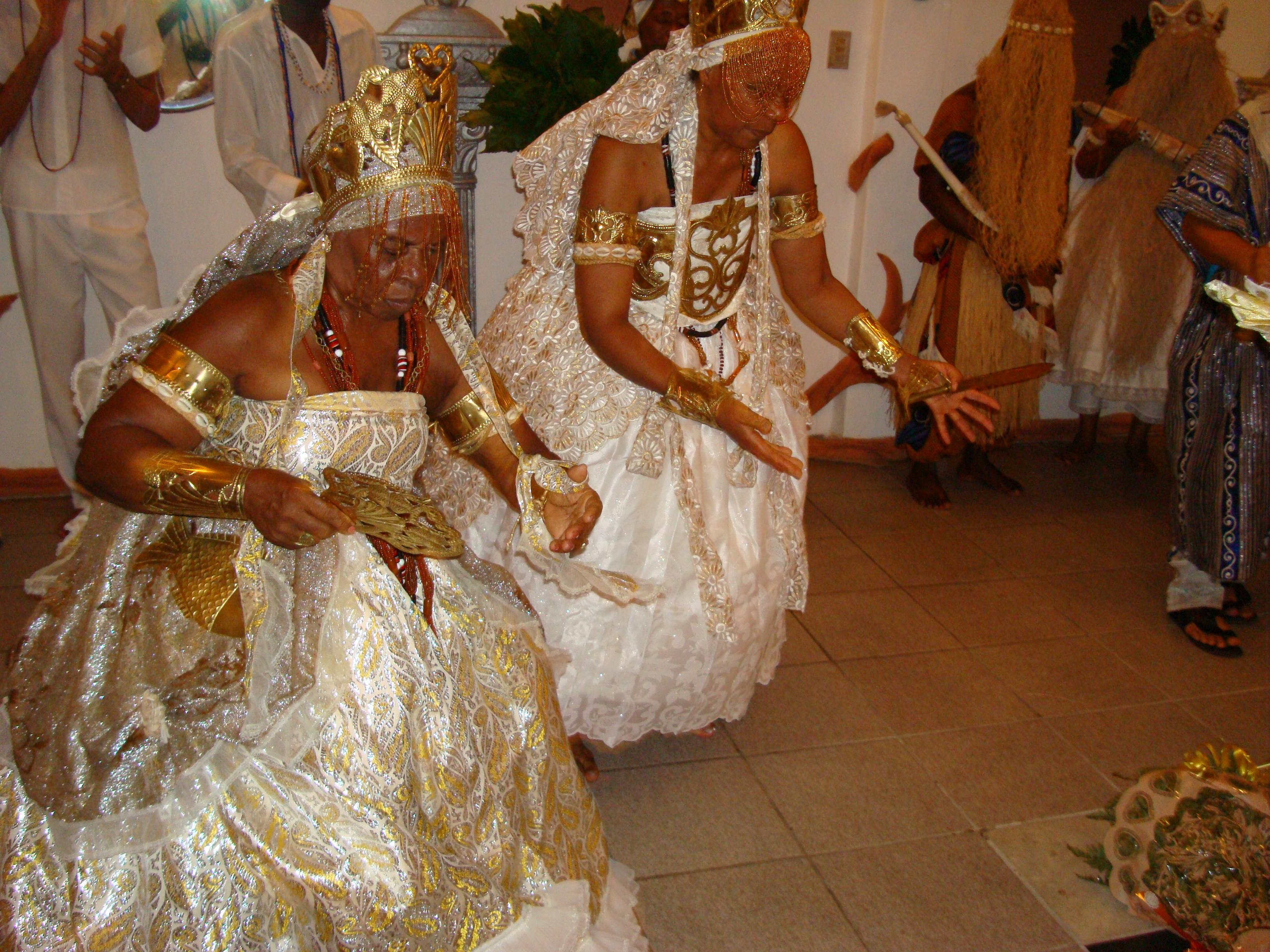
Caracterizações de Oxum: no primeiro plano, Opará; no segundo, Ipondá, no Ilê Axé Ijino Ilu Oróssi

Oxum é filha de Iemanjá e Oxalá. Oxum, Iansã e Obá eram esposas de Xangô. Ipondá é a mãe de Logunedé, orixá menino que compartilha dos seus axés. Ambos dançam ao som do ritmo ijexá, toque que recebe o nome de sua região de origem. Usa um abebé (espelho de metal)  nas mãos, uma alfange (adaga), por ser guerreira, e um ofá (arco e flecha) dourado, por sua ligação com Oxóssi. É uma das mais jovens.

### Umbanda
Na Umbanda, o culto a Oxum apresenta poucas diferenças em relação à Religião iorubá e ao Candomblé.

### Sincretismo
Nas religiões afro-brasileiras, é sincretizada com diversas Nossas Senhoras. Na Bahia, ela é tida como Nossa Senhora das Candeias ou Nossa Senhora dos Prazeres, enquanto em Pernambuco e nos demais estados do Nordeste é sincretizada com Nossa Senhora do Carmo. No Sul do Brasil, é muitas vezes sincretizada com Nossa Senhora da Conceição. No Centro-Oeste e Sudeste é associada ora à denominação de Nossa Senhora, ora com Nossa Senhora da Conceição Aparecida, e especificamente em Minas Gerais é sincretizada com Nossa Senhora das Dores. No Norte do Brasil, é sincretizada com Nossa Senhora de Nazaré.

### Haiti
No Haiti, Oxum é a orixá do amor, do dinheiro e da felicidade. Também conhecida como Erzile ou Erzulie, Erzulie Freda no vodum.